# Rathaus (Oława)

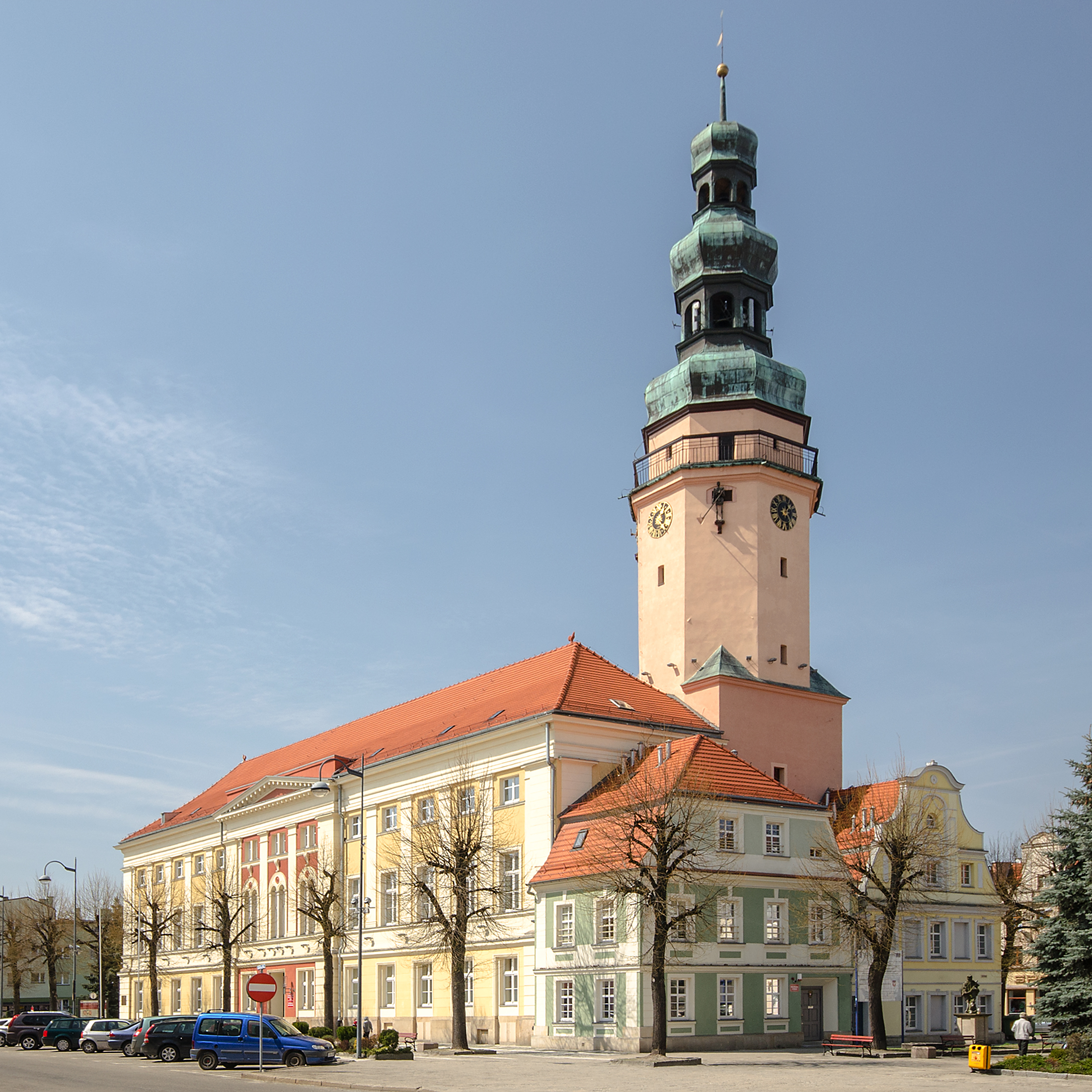
Süd-Ost-Front des Ohlauer Rathauses

Das Rathaus im schlesischen Oława (deutsch Ohlau) steht am Ring, dem Ohlauer Marktplatz.

## Geschichte

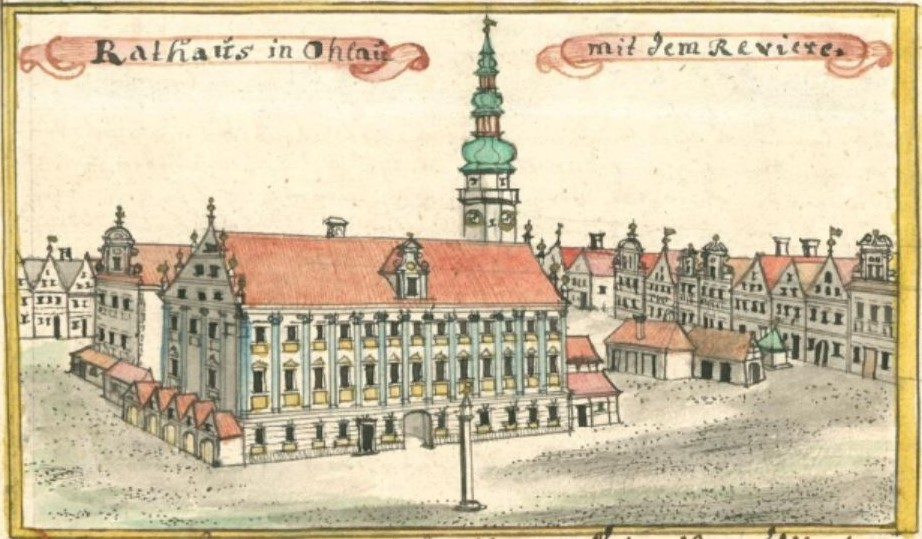
Rathaus in einer Zeichnung aus der Mitte des 18. Jahrhunderts

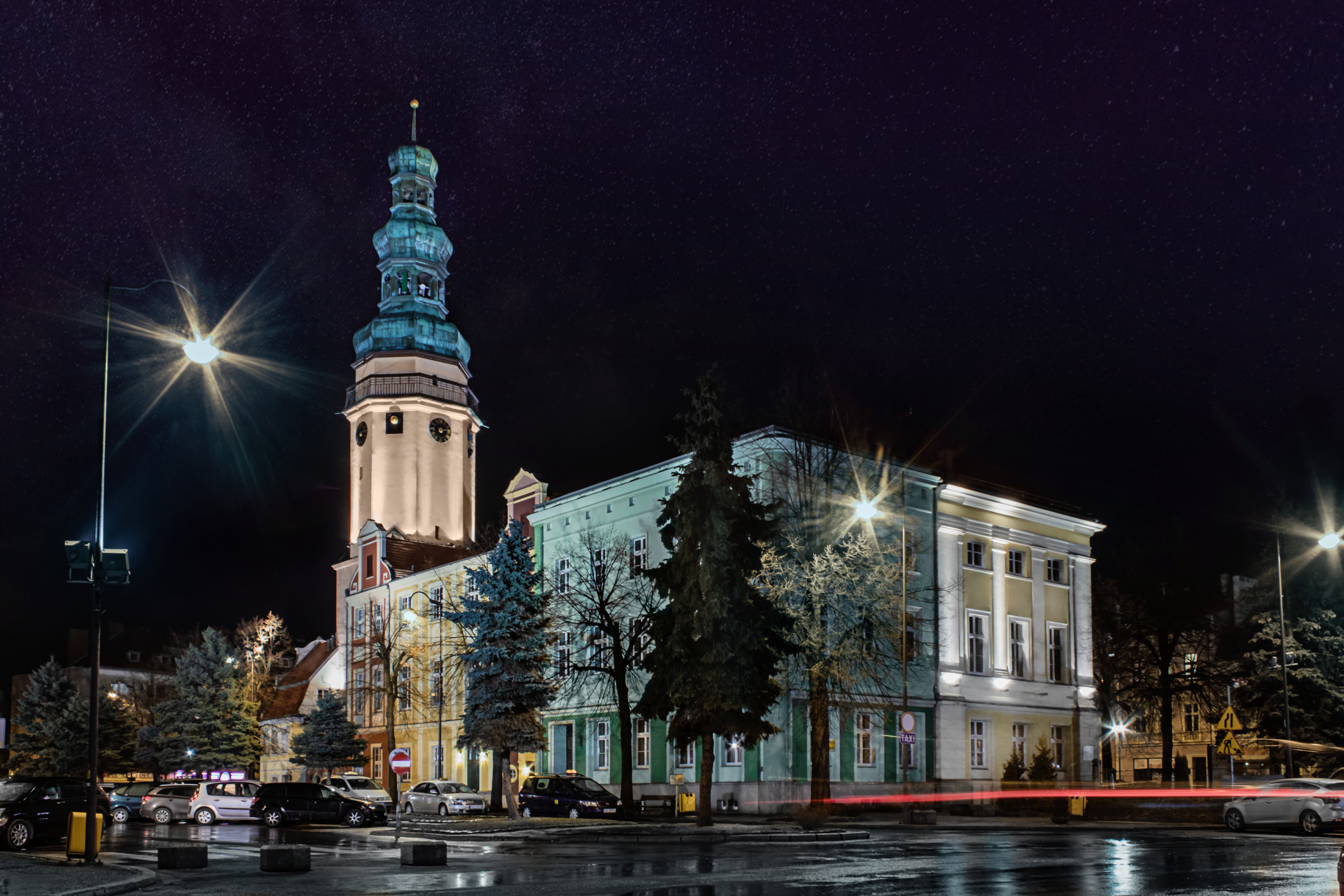
Das Rathaus bei Nacht

Ein Rathausbau in Ohlau besteht bereits seit dem 14. Jahrhundert. Der erste Rathausbau wurde 1585 durch den italienischen Architekten Bernard Niuron im Stil der Renaissance umgebaut. Der durch Kampfhandlungen während des Dreißigjährigen Kriegs niedergebrannte Bau wurde bis 1667 wiedererrichtet. Für den Rathausturm hatte Herzogin Luise ein kunstvolles Uhrwerk, genannt „Der Tod von Ohlau“ von den Brieger Kunstschmieden Kraut, Sallat und Riebe anfertigen lassen.
Zwischen 1823 und 1824 erfolgte ein Umbau des Rathauses im Stil des Klassizismus. Lediglich der Rathausturm vom Vorgängerbau blieb erhalten. Der Entwurf wurde unter anderem von Karl Friedrich Schinkel mit beraten. Zwischen 1910 und 1915 wurden die Innenräume modernisiert. In den 1930er erfolgte ein weiterer Ausbau des Rathauses.
Heute wird das Rathausgebäude weiter als ein Sitz der Stadtverwaltung genutzt. Im ersten Stock befinden sich das Büro des Bürgermeisters und der Ratssaal, im zweiten Stock befindet sich die Bezirks- und die Stadtbibliothek.

## Architektur
Das zweigeschossige Gebäude mit Mezzanin entstand auf einem rechteckigen Grundriss im klassizistischen Stil. Der 58,5 m hohe quadratische Rathausturm an der Ostseite besitzt einen oktogonalen Aufsatz mit einem durchbrochenen barocken Turmhelm. Der Rathausturm besitzt eine Turmuhr mit beweglichen Figuren. welche um 1718 entstanden sind. Das Uhrwerk zeigt den Tod als Figur, die mit jedem Viertelstundenschlag die Sense bewegt während links der Uhr König Salomo bei jedem Stundenschlag Zepter und Kinnlade bewegt. Seit 2003 ist das Uhrwerk wiederhergestellt.
An der Ostseite des Rathauses befindet sich eine Figur des Hl. Nepomuk.